# У прави час
У прави час (фр. D'un cheveu) је тринаеста епизода прве сезоне серије Код Лиоко.

## Опис
На почетку епизоде, видимо Џеремија како ради на лабораторијском интерфејсу у фабрици. Аелита је спремна и зато он покреће програм за материјализацију. На екрану се појављује позитивна порука и он силази у собу са скенерима. У међувремену, Улрик и Јуми вежбају пенчак-силат док се Од игра са Кивијем. Њима је већ јасно на чему Џереми ради, а он ускоро и долази са епруветом у руци. У епрувети се налазило нешто танко и необјашњиво, што је, у ствари, прамен Аелитине косе.
У фабрици, Џереми даје дуго објашњење, које, између осталог, садржи и информацију да материјализовани прамен косе садржи Аелитину целу генетску и дигиталну структуру. Он, такође, објашњава да је прамен само резултат теста пре него што може да материјализује саму Аелиту. Желећи да остатку групе покаже како се овим тестом Ксена приближио својој пропасти, он поново покреће програм. Али, из неког разлога програм показује негативну поруку да процес не ради. Не истражујући случај одмах, све четворо одлазе назад на Кадик.
За време ручка, због прамена косе Улрик наглашава да се Киви доста лиња по његовом кревету. Када је чула ово, Сиси у пролазу снобовски наговештава да никоме неће рећи за Кивија осим ако Улрик буде финији према њој. Ту Јуми улази у сцену и почне да јој прети. Међутим, једва је стискала чашу на послужавнику и сломила је, посекавши длан. У амбуланти, медицинска сестра увија Јумин длан и девојчица наглашава да није јако притисла чашу. Улрик онда каже да зна шта га чека ако се слично догоди и осмехне се. Међутим, прекида их позив на Улриков мобилни, а Џереми је са друге стране, тражећи од њих да дођу у његову собу.
Када су сви стигли у Џеремијеву собу, он каже да схвата зашто програм није прорадио након његове анализе, која је дала на знање да је пун кварова. Такође каже да је, при процесу материјализације косе, процес неисправно спроведен и тако оштетио додатни програм који обезбеђује Аелитину везу са торњевима. То значи да, ако Аелита унесе код „Лиоко“ у торањ, биће реформирана и трајно избрисана. Она верује да Џереми може да поправи све и он се слаже, због чега остатак групе добија задатак да направе изговоре за њега. Улрик и Од иду до своје собе јер је Киви лајао, и недуго затим прозор се ломи. Џим примећује прозор (али, срећом, не и Кивија).
Киви бива премештен у Џеремијеву собу док Сиси иде кроз зграду; након лајања, под крене да се оштећује док се зграда тресе. У фабрици, Ксена се пробудио и у Лиоку Аелита осећа пулсације. Џим и директор Делмас схватају да околина академије улази у стање периодичних земљотреса, што значи да Ксена користи ултразвукове да оштети темеље школе. Директор најављује да школа треба да се евакуише док Од иде по Кивија, а Јуми и Улрик иду у фабрику. Након тога, он налази Мили и Тамију, несвесне да је евакуација у току. Док иду кроз ходник, зграда се још једном затресе и степенице се униште и бивају заробљени док покушавају да оду другим путем. Док разговара са Џеремијем, Од случајно испушта свој мобилни за време потреса и Џереми виртуелизује Улрика у шумски сектор.
Јуми схвата да земљотресима Ксена напада и град и да постају све учесталији. У шумском сектору, Улрик и Аелита иду ка активираном торњу док их прати група канкрелата. Они крену да нападају када су се њих двоје нашли на раскршћу, док стиже Јуми и фабрика такође крене да пуца од земљотреса. Она сместа бива виртуелизована и спасава их од канкрелата. На академији, Од, Киви, Тамија и Мили успешно прелазе на другу страну, али је излаз блокиран одломљеним деловима плафона. У шумском сектору, стижу крабе и нападају Улрика, Јуми и Аелиту који се склањају у шупље стабло. Џереми онда безуспешно покушава да покрене програм за поправљање, а Аелита одлучује да мора да деактивира торањ иако је на путу до делеције. Упркос Џеремијевим протестима, њих троје излазе и Улрик и Јуми нападају крабе. Улрик уништава једну али је девиртуелизован. Јуми маше Аелити која се приближава торњу и уништава још једну крабу. Знајући да је Аелита ушла у торањ, она се укочи и даје последњој краби да је девиртуелизује.
У школи настаје низ земљотреса због чега се Од са Кивијем, Мили и Тамијом држе заједно. У торњу, Аелита стиже на горњу платформу док је Џереми моли да престане. Она каже збогом и уноси „Лиоко“ код. Земљотрес коначно престане и Џереми, пун туге, покрене повратак у прошлост.
Група је у лабораторији, тугујући за Аелитом, покушавајући да убеде Џеремија да није он крив што је она нестала. Он је убеђен да, ипак, јесте „све због прамена косе“. Јуми се, одједном, присети и предлаже да користе прамен да врате Аелиту. Они га уносе у скенер док се Аелитина дигитална структура обнавља! Она се опет појави у једном од торњева и група је пресрећна.

## Емитовање
Епизода је премијерно емитована 26. новембра 2003. у Француској. У Сједињеним Америчким Државама је емитована 5. маја 2004.